# 辛克馬爾
辛克馬爾，9世纪天主教兰斯大主教，法兰克贵族家庭出身，法学家、神学家，加洛林帝国皇帝秃头查理的朋友、顾问，曾与拉特兰努发生争论，他主持修建了兰斯城内的第二个主教座堂。

## 外部連結
- 天主教百科全書 （页面存档备份，存于）